# Cantonul Capestang
Cantonul Capestang este un canton din arondismentul Béziers, departamentul Hérault, regiunea Languedoc-Roussillon, Franța.

## Comune
- Capestang (reședință)
- Creissan
- Maureilhan
- Montady
- Montels
- Nissan-lez-Enserune
- Poilhes
- Puisserguier
- Quarante